# Pint (imperial)

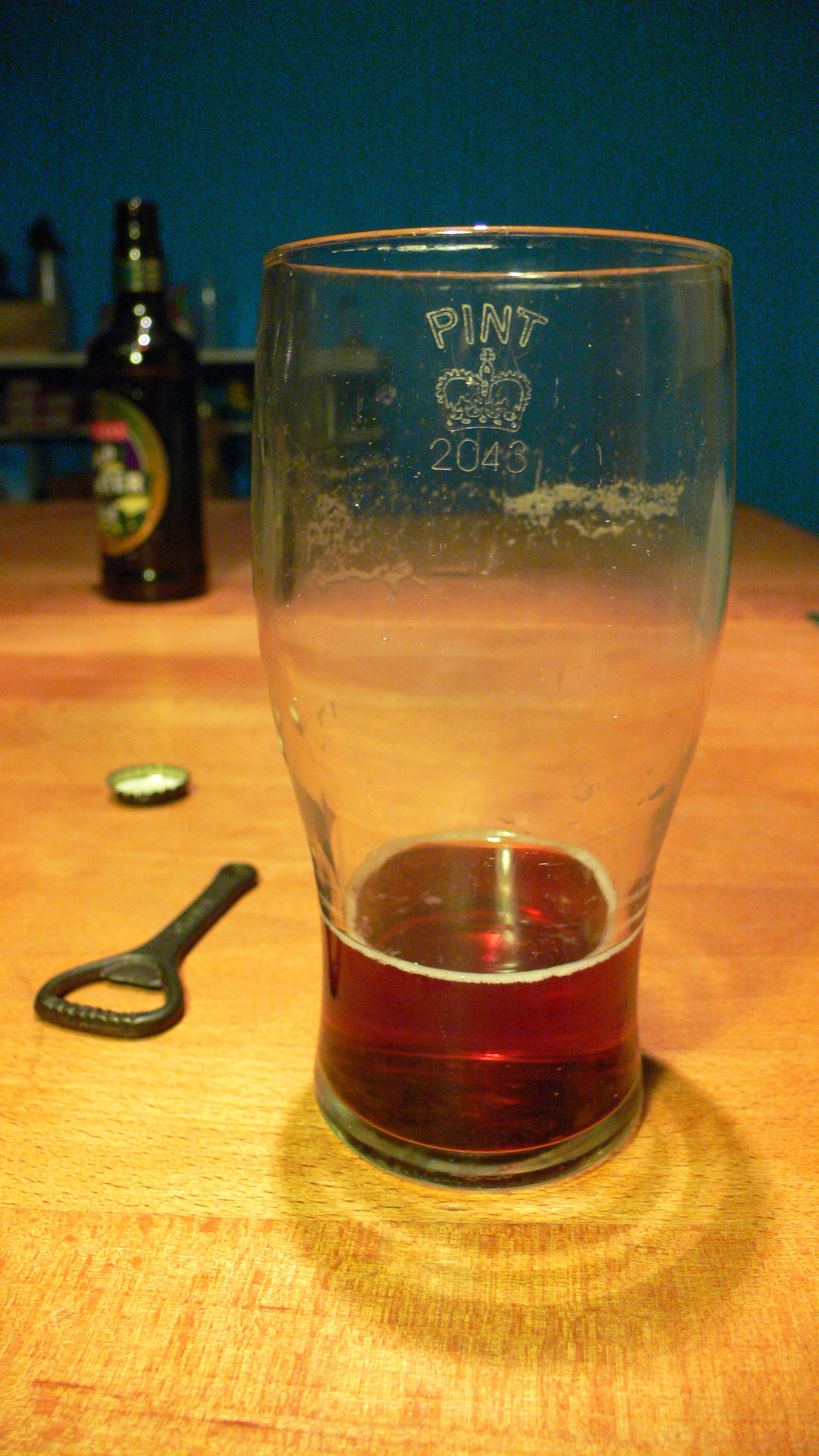
Bierglas van een pint

Een imperial pint is een Britse inhoudsmaat met eenheidssymbool pt.
1 pt := 20 fl oz ≈ 0,568261 l = 0,568261 × 10−3 m³.
Pint is geen SI-eenheid en gebruik ervan is daarom af te raden.
Als gevolg van het metrificatieproces wordt pint (uitspraak paajnt) in het Verenigd Koninkrijk en Ierland alleen nog gebruikt om de maat van een glas bier of fles melk aan te geven. In deze zin is er geen bezwaar tegen het gebruik van een pint. Ook in het Nederlands taalgebied wordt pint gebruikt als benaming voor een glas bier.